# Dan the Dandy
Dan the Dandy é um filme mudo norte-americano de 1911 em curta-metragem, do gênero comédia dramática, dirigido por D. W. Griffith. O filme foi produzido pelo Biograph Company e distribuído por General Film Company.